# КК Лозница
Кошаркашки клуб Лозница је српски кошаркашки клуб из Лознице. Тренутно се такмичи у Другој лиги Србије. КК Лозница као домаћин игра у хали Лагатор. Основан је 1963. године.